# Armbian
 (mars 2018).
Si vous disposez d'ouvrages ou d'articles de référence ou si vous connaissez des sites web de qualité traitant du thème abordé ici, merci de compléter l'article en donnant les références utiles à sa vérifiabilité et en les liant à la section « Notes et références ».
Armbian est une distribution GNU/Linux basée sur Debian et Ubuntu, à destination des SBC à processeurs ARM. Elle se distingue par une spécialisation ARM, un espace utilisateur hautement optimisé, et une importante communauté pour le maintenir. C'est une des trois distributions supportées par la PirateBox.
Cette distribution est basée sur une installation minimale de Debian et est compatible avec les SoC Amlogic S805, S905 et Samsung Exynos 5422, et donc avec la plupart des cartes odroid .
La version 21.08 se base sur Ubuntu 21.04 (Hirsute Hippo) et Debian GNU/Linux 11 “Bullseye”, et met à jour différents bureaux tels que XFCE et Cinnamon,.

## Liste des SoC compatible Armbian
- Allwinner A10, A20, A31, H2+, H3, H5, A64
- Amlogic S805, S905, S802/S812, S805, S905, S905X, S912
- Actionsemi S500
- Freescale / NXP iMx6
- Marvell Armada A380
- Rockchip RK3288, RK3399
- Samsung Exynos 5422